# ブラキロフォサウルス族
ブラキロフォサウルス族（学名 Brachylophosaurini）は、ハドロサウルス科・サウロロフス亜科の族であり、2011年にテリー・A・ゲイツらによって定義された。北アメリカ大陸産のアクリスタヴス（モンタナ州・ユタ州）、ブラキロフォサウルス（モンタナ州・アルバータ州）、マイアサウラ（モンタナ州）、プロブラキロフォサウルス（モンタナ州）の少なくとも4属が含まれる。アムール川産のハドロサウルス科であるウラガサウルスはこの族に含まれる可能性があるが、異論がある。
ブラキロフォサウルス族は当初「グリポサウルスやサウロロフスよりもブラキロフォサウルス、マイアサウラ、アクリスタヴスに近縁な鳥脚類」と定義されていた。2021年にマジアらはブラキロフォサウルス族をPhyloCodeに登録し、「ブラキロフォサウルス・カナデンシスを含むが、エドモントサウルス・レガリス、ハドロサウルス・フールキイ、クリトサウルス・ナヴァジョヴィウス、サウロロフス・オズボルニを含まない最大のクレード」と正式に定義した。